# 南边山双凤桥
南边山双凤桥，位于中国广西壮族自治区临桂县南边山乡双凤桥村，为一个省级文物保护单位，类型为古建筑，为第六批广西壮族自治区文物保护单位，公布时间为2009年5月4日。
南边山双凤桥的历史年代为清。